# Newmill Beck
Der Newmill Beck ist ein Wasserlauf in Cumbria, England. Er entsteht am südlichen Ende des Bleng Fell nördlich von Gosforth im Lake District und fließt in westlicher Richtung, bis er das nördliche Ende des Ponsonby Tarns erreicht. Er verlässt den See an dessen südlichem Ende und fließt dann in südlicher bis südwestlicher Richtung. Er erreicht das südliche Ende der Nuklearanlage Sellafield und wendet sich dann in nördlicher Richtung, um zusammen mit dem River Calder und dem River Ehen in die Irische See zu münden.